# ブギウギ専務
『ブギウギ専務』（ブギウギせんむ）は、札幌テレビ放送（STV）制作のバラエティ番組のシリーズ。制作局のSTVでは2007年7月4日に放送開始。 2024年3月29日にレギュラー放送が終了となった。
STVでは当初、水曜日深夜（日本標準時木曜日 0:29 - 0:59）に放送され、2012年4月8日より日曜日午前の情報バラエティー番組『マハトマパンチ』内の1コーナーとして移動。2013年3月31日放送分で終了が発表され、単独番組時代から5年8か月にわたる放送が幕となり新コーナー『流れ星雁太郎』へとリニューアルされ2015年3月まで放送された。
2015年4月4日より、土曜日0:55 - 1:25枠にて単独の深夜番組として2年ぶりに再開された。
本記事では、スピンオフミニ番組の『ブギウギ係長』（ブギウギかかりちょう）とマハトマパンチでのリニューアル版コーナー『流れ星雁太郎』についても記す。

## 沿革
2007年
- 7月4日、放送開始。番組開始前にオーディションで選出された5名（番組開始初期は3名。レギュラー出演は2名）が「女性秘書」としてアシスタント出演。初期のキャッチコピーは『水曜深夜の意味なしバラエティー』。
- 『24時間テレビ 「愛は地球を救う」2007』の一環でSTV本社会館入口1階ロビーで足跡集めを実施し、全国放送にも一瞬写る。チャリティー販売として番組グッズであるウエスギ専務の地名直筆プロマイド葉書、マリモグミなどを出演者の手売りで販売されたが葉書は大量に残った。
- 札幌グランドホテルのレストランで、専務考案の「BIG!!BIGGER BURGER SAMMA（ビッグ・ビッガー・バーガー・サンマ）」が、下半期に限定販売された。
- 12月、定山渓温泉への「慰安社員旅行忘年会」を行った。
- 年末には増刊号版特別番組『ブギウギ専務 年末スペシャル 世界征服をプロモート 年忘れ放談でブギウギ』で半年間の総集編、未公開、秘書のプライベート映像が放送された。

2008年
- 2月、ゲーマーでお馴染みの高橋名人が出演。リアルわくちんとのゲーム対決に敗北し、わくちんは「高橋名人に勝った男」の称号を獲得した。
- 3月、狸小路商店街を散策する狸小路商店街走破企画スタート。
- 8月、サッポロ飲料の缶コーヒー「生粋・零仕立て」にて初のCM製作。期間限定で放送された。専務作詞・作曲の「生粋のナンバー」[注釈 2]をBGMに、『4の5の言うな、答えはゼロだ!』のキャッチコピーで専務自らが出演した。[注釈 3]。
- 『24時間テレビ 「愛は地球を救う」 2008』のチャリティーパーソナリティに決まる。出演者は28時間かけて、空き缶リングプルを収集した。
- 年末には『ぞっこん!ほっかいどうスペシャル「重大発表!ゴールデン進出?」』放送し総集編などが放送。わくちんが主任から係長へ昇進、2009年1月から係長によるスピンオフ番組『ブギウギ係長』の放送が決定した。

2009年
- 1月22日、初の道外放送として千葉テレビ放送でのネットが開始された[6]。
- 4月、ミニコーナー「ブギウギバンボイス」開始。
- 「サッポロコレクション2009」から、秘書に出演依頼が来るも、勘違いした専務も自ら出演。その後にMAKI・オオタケ両秘書が道内の芸能事務所のミストケイズカンパニーにスカウトされた。
- 5月、放浪ロケ「ウエスギ専務 母校への道」開始。
- 6月、専務のライバル、エステーの高田鳥場[7]を襲撃。
- 7月、専務対抗ボウリング大会が開催。専務チームと視聴者チームが対決した。
- 8月、北海道ボウリング場協会のCMにウエスギ専務御一行が出演。
- 『第29回全国高等学校クイズ選手権』北海道大会に、ウエスギ専務御一行が地区大会パーソナリティとして登場。
- 『24時間テレビ 「愛は地球を救う」 2009』のチャリティーイベント『24時間連続チャリティーボウリング ウエスギ専務はボウリング場を救う?』を中継。
- 11月、「グリコジャンケン」がスタート。
- 年末、総集編も兼ねて「ウエスギ専務母校への道 年末スペシャル」を放送。

2010年
- 4月、初イベント「ファンの集い」を、千葉ポートパークで開催。内容はSTVのほか、チバテレでも放送された。翌月には「ファンの集い in Zepp Sapporo」開催。
- 『24時間テレビ 「愛は地球を救う」 2010』内で専務と係長のチャレンジ企画「北海道1周！ありがとうの旅」で28時間以内に稚内―函館横断を決行した。
- 「ウエスギ専務　母校への道 小学校編」のゴール記念として、札幌市立新琴似南小学校の児童や職員が体育館に集まり、当校出身のウエスギ専務とわくちん係長が、企画のゴール目的地である当校にサプライズ来校した。
- 12月25日、『クリスマスだってやるぜ!ブギウギ専務　2010年も大変でしたSP』を14:25 - 15:25枠で放送。

2011年
- 3月、わくちん係長に転勤辞令が出され、「わくちん係長さよならスペシャル」放送。番組第1章が終了。「おおち係長」が赴任し、新体制としてブギウギ専務第2章がスタート。
- 『24時間テレビ 「愛は地球を救う」 2011』内でウエスギ専務、おおち係長が「エゾ○○を探せ！」に挑戦。
- 11月、好例企画となる「ブギウギ奥の細道」開始。
- 年末、「1×8いこうよ!」とのコラボ年末特番「1×8いこうよ!&ブギウギ専務　STVバラエティXmas合体スペシャル」放送。

2012年
- 3月、番組がマハトマパンチに内包され『ブギ専punch』となるため単独番組としての放送終了。
- 4月8日 - 『ブギ専punch』初回放送。ウエスギ専務が『マハトマパンチ』スタジオ生出演。
- 9月16日 - 「ブギウギ奥の細道スペシャル」を放送。コーナーVTRでは『マハトマパンチ』MCの伊吹吾郎が出演し、上杉とダイノジ大地に加え伊吹吾郎とのトリオで釧路ロケを放送。
- 12月23日 - 「ブギウギ奥の細道2本立てスペシャル」を放送。ウエスギ専務が『マハトマパンチ』スタジオ生出演。

2013年
- 3月3日 - ウエスギ専務、おおち係長が宗谷岬をゴールし、「ブギウギ奥の細道」完結。
- 3月31日 - 「ウエスギ専務 母校への道 高校編」最終回を時間拡大で放送。本編VTR内で「ブギウギ専務」番組としての終了が発表され、翌週からは引き続き上杉とダイノジ大地の出演による新コーナー『流れ星雁太郎』が開始される。

2015年
- 3月1日 - STVホールでの「上杉周大 重大発表」イベントにて、ブギウギ専務深夜番組復活を発表。
- 4月4日 - 第2期放送開始。（2015年8月22日は「24時間テレビ」放送のため、休止）
- 12月19日 - 放送時刻が毎週日曜日23:25 - 23:55[注釈 4]への変更が発表。（2016年1月10日から）

2021年
- 3月28日 - この放送をもって番組スタートから『ブギ専punch』、『流れ星雁太郎』、第2期放送までディレクターを務めていた岸弘が番組を卒業した。
- 4月4日 - 番組体制リニューアルに伴い、ウエスギ専務の衣装が変更。また、「お試し社員」制がスタートした。
- 9月19日 - 放送時刻が毎週土曜日0:30 - 0:59（毎週金曜日24:30 - 24:59）への変更が発表。（2021年10月8日から）
- 10月8日 - 放送枠の移動と同時にオープニング映像・楽曲も新たに制作されたものへ変更された。

2022年
- 4月9日 - お試し社員の瀬川あやかと雨宮萌果に辞令が出され、正社員となった。

2024年
- 2月17日 - 番組内で3月末で放送終了となると発表。企画が終了していないブギウギサイクリング倶楽部については年内に特番として放送予定と発表。
- 3月29日 - STVホールにて、「(有)上杉ポンプ商会　臨時社員総会」が開催された。最後のレギュラー出演者のウエスギ専務、おおち係長、雨宮萌果、瀬川あやかの4名をはじめ、旧レギュラーメンバーのわくちん係長、MAKI秘書、オオタケ秘書、初代ディレクターの岸弘、ナレーターの'あまやひでおき'も、ご来賓として登場した。また、ウエスギ竜童会長（宇崎竜童）も宇崎のコンサート告知を兼ねてVTR出演した。当イベントでは、過去の放送回を振り返って、ウエスギ専務とおおち係長がクイズをするコーナーや、レギュラーメンバーやご来賓のトーク、当日深夜放送予定のレギュラー放送最終回の先行公開、上杉周大の「陽炎」など数曲を披露したミニライブを行った。当日午後6時30分過ぎに当イベントが開催され、予定より1時間近く延長の午後9時20分過ぎに終了した[8]。当イベントは、YouTubeにて生配信され、終了後の現在も動画が公開されている[9]。
同日 - レギュラー放送最終回。

## 番組内容
架空のPR会社（有）上杉ポンプ商会を舞台として、社員が様々な挑戦を行う。当初は上杉専務や秘書役の女性タレントによる和やかな企画を行ったが、その後「母校への道」「奥の細道」といった行きあたりばったりなロケ企画が主に放送されている
。
元々は、2006年12月下旬にSTVラジオの番組『BeAmbitious』で、上杉周大が思いつきで話したことが、番組企画として採用されたと誤解されがちであるが、実際には札幌テレビの音楽番組に出演をした際、たまたま近くにいたスタッフが上杉周大を気に入り番組を作りたいとなったことがきっかけである。
番組開始初期は出演者が衝撃を受けると顔アップでモノクロになり、色付き発言フォントが浮き上がるドキュメントバラエティ的手法を用いていた。専務、秘書2人のそれぞれのコーナー枠を持っていた。

### 初期(2007年～2009年3月)
番組の流れ
1. オープニング
2. わくちんのリサーチ（VTR含む）
3. 大山ケイのリサーチ（VTR、2008年2月まで）
4. 給湯室（2008年1月まで） - MAKIとオオタケ秘書による給湯室でのトークコーナー。
5. MAKI秘書のヴィレッジヴァンガード通信（2007年11月28日 - 2008年3月13日）
6. ウエスギ専務の最後の一言

### 中期(2009年4月～2012年3月)
内容改編から、プロモート依頼企画などが減少し、挑戦企画など出演者による道内ロケが多くなり、新たに「おおち係長」が赴任してきた。
番組の流れ
1. オープニング(企画説明・前回までのあらすじ)
2. ロケVTR
3. ミニコーナー(ブギウギバンボイスや重大発表など、不定期)
4. 次回予告・エンディング・告知

### ブギ専punch(2012年4月～2013年3月)
番組の流れ
1. スタジオで小出朗アナによる企画説明、前回までのあらすじ
2. 本編VTR
3. スタジオでVTR内容に関してのトーク

毎週日曜9時55分から放送中の情報バラエティー番組『マハトマパンチ』内で、『ブギウギ専務 the punch』略して『ブギ専punch』のコーナー名で時間不定期で20分強で放送。水曜深夜時代で終了できなかったブギウギ奥の細道などの企画も引き続き放送された。主な変更点として、ロゴタイトルの変更や本編VTRでVTRを見ている際の『マハトマパンチ』内の出演者の様子が移るワイプが同時に表示される。

### 第2期（2015年4月～2024年3月）
番組の流れ
1. オープニング(企画説明・前回までのあらすじ)
2. ロケVTR
3. 次回予告・エンディング・告知

番組復活後はロケVTRのみの放送となり、時々上杉・番組関連の情報が次回予告前に放送される。

## キャスト
レギュラー（2024年3月放送終了時）
- ウエスギ専務（上杉周大 - 通称：ブギウギ専務）

上杉ポンプ商会の創業者の社長を父に、常務兼経理を母に持つ次期社長候補。専務室ではいつもほとんど座椅子に座っている。報告を受け、自分がプレゼンするポリシーを持っている。自分の納得がいかないと気が済まない性格。生放送での宣伝が大の苦手。『ブギウギ係長』では提供クレジット読みも担当。2021年後期以降のオープニングに使用される楽曲の作詞・作曲・歌唱も担当。
本職はTHE TON-UP MOTORSのボーカル。1982年2月11日、血液型O型。札幌市立新琴似南小学校、札幌市立新川中学校、北海道立札幌篠路高等学校、札幌学院大学卒はこの番組で公表された。
- おおち（大地洋輔(ダイノジ) - 係長、愛称：おおち係長）

2011年3月30日、わくちん係長後任として赴任してきた。設定上は上杉ポンプ商会が敵対的買収を受け、新社長の命により専務の係長として派遣された。キー局では考えられないムチャクチャな企画にあきれ気味であり、スタッフに対して不信感がある。わくちん同様、ハードスケジュールのためよく母校への道、ブギウギ奥の細道などのロケを中抜けする。2021年後期以降のオープニングに使用される楽曲の歌唱も担当。
- 正社員(2022年4月9日 - )

これまでお試し社員として進行を務めていた雨宮と瀬川に対して、辞令によりお試し社員から正採用となり、上杉ポンプ商会の一員として進行役を務めることになった。
雨宮萌果 - (フリーアナウンサー、元NHKアナウンサー)
瀬川あやか - (歌手)
過去
- MAKI(マキ - 女性専務秘書)

まだ女子大生の時に受けた秘書オーディションにて選ばれた第一秘書。マッチョ好き。ウエスギ専務に頼りにされ、可愛がられている。一時期結婚と出産のため育児休暇に入り、再復帰した。
本業は札幌のモデル事務所ミストケイズカンパニー所属のモデル。
- わくちん（横井健一 - 主任 → 係長）

ピンク色のキャクラクター。リサーチャー。実はわくちん枠のイメージキャラクター。ファミコンの腕前は超一流で、番組でも裏技を披露してウエスギ専務とマキ秘書を驚かせた。それまでは人形の操演に横井が声をあてていたが前述の高橋名人とのゲームバトルで、横井が着ぐるみを纏った「リアルわくちん」が誕生。その後、顔部分を白い水泳帽で隠した状態で登場も、不気味なのと息苦しいことで水泳帽を取り外しあの形に落ち着いた。以後もSTVのイベントや番組ロケなどでもおなじみとなった。ものすごい泣き上戸であり、何かにつけてすぐ号泣する。
2008年4月のわくちん枠消滅時には、一度は自分の立ち位置と存在価値に戸惑った。
2008年12月30日OAの特別番組内で“2009年1月1日付で係長昇任を命ずる”内容の辞令が伝達された。自称冠番組ことスピンオフ番組「ブギウギ係長」ではリアルわくちんとして出演。
2011年3月30日に上杉ポンプ商会ニウアトプタプ島支店へ異動した（実際は横井健一の東京支社異動のため番組降板）。
その後、何度かVTR出演はしている。
初回でウエスギに「声が2人いるんじゃない?」とツッコまれた。実際には一時期は似た声質である岡崎和久と、横井健一が交代で声を担当していたようである。
- オオタケ（大竹麻代 - ライバル専務の秘書）

謎の多いライバル専務の指令で、偵察にやってくる女性秘書。実は秘書オーディションで落選したが、ライバル専務に拾われた。眼鏡着用のミディアムヘア。品位が高く、ウエスギ専務とその秘書MAKIに対してのツッコミ役。当初はライバル会社の秘書という設定だったが、最近はその設定がなくなりつつあり、普通に上杉ポンプ商会のメンバーとして紹介されている。札幌市立あいの里東中学校卒業。
本業はMAKI同様、ミストケイズカンパニー所属のモデル。
- 社長（宇崎竜童 - 上杉ポンプ商会社長）

上杉ポンプ商会を一代で築いた創業者にして、神出鬼没の鬼社長。
2008年6月18日放送で専務室に現れた際、専務にタコ漁を命令。2011年4月に敵対的企業買収による合併に伴い、社長から会長となる。
- 大山ケイ（大山恵 - アルバイト)

リサーチャーのアルバイトをしているわくちん主任の部下で、ウエスギ専務の間接部下。番組上はウエスギ専務に会った事が無い。秘書オーディションに応募してきた札幌市内の高校に通っていた当時女子高生。アルバイトとして雇われる前は、フリーペーパーの読者モデルをしていた。
- ナギネ (和音 - 社長秘書）
2007年9月、給湯室に登場。オオタケ秘書に、社長から何かしらの辞令を持ってきたらしい。

- キクチ (菊地抄苗 - 経理課）
2007年8月、給湯室に登場。マキ秘書に何かお土産を買い、MAKI秘書に「先輩」と呼ばれていた。

- 掃除のおばちゃん (金澤もとこ）
2007年9月に登場。キクチ秘書のお土産を奪い、専務室に持っていく。どうやら、秘書選考に落選したがスタッフに拾われたらしい。

- エリカ (松原江里佳(当時STVアナウンサー) - 秘書）
2015年4月の第2期から登場。2015年9月末にSTV退社をもって、上杉ポンプ商会も退社。2015年9月27日放送分が最終出演となった。
ちなみにこの急な退社について、後任秘書の小笠原が退社する際に番組スタッフ(岸D)は「（松原が）退社する際に、番組スタッフが気が付いたら急にいなくなったため、番組内では円満退社でもなく、この退社については番組のタブー扱いとなっている(ただし一連のくだりが終わった後、テロップに「円満退社だったからこその憎まれ口です」とは出ていたので真偽の程は定かではない)」、上杉は「（松原の卒業及び退社が急すぎて）サヨナラも言わせて貰えなかった」、おおちに至っては退社理由を「（経費の）使い込みとかにしますか」と発言している。

- マイコ (小笠原舞子(当時STVアナウンサー) - 秘書）
2016年2月28日放送から登場。身長178cmの大型新人秘書。ポジティブな性格で上杉ポンプ商会の上場を目指している。2017年10月1日の放送で小笠原が秋の改編でどさんこワイド!!朝!の木・金曜のサブキャスターとなることが決定し、物理上ロケへの参加が不可能になるため、この放送が最終出演となり上杉ポンプ商会を退社（番組内では円満退社でどさんこワイド!!朝!への出世・栄転扱いとなっている）。その後1度だけ番組に出演した。
2019年3月末にSTVも退社。

- お試し社員

2021年4月からの新体制に伴い、業務改善計画として2017年10月の秘書マイコの卒業以来不在だった進行役をお試し社員として置くことになった。その後、1年が経った2022年4月に瀬川と雨宮の2名に辞令が出て正採用となった。
ヒロシエリ - (俳優)、2021年4月4日 - 11日
国井美佐 - (フリーアナウンサー、元HTBアナウンサー)、2021年4月18日 - 5月2日、9月19日 - 10月3日
西尾優希 - (STVアナウンサー)、2021年5月2日 - 5月16日
伊藤沙菜 - (ローカルタレント)、2021年5月16日 - 30日
多田萌加 - (ローカルタレント)、2021年7月18日 - 25日、12月3日 - 17日、2022年1月14日 - 28日
眉村ちあき - (シンガーソングライター)、2021年10月22日 - 11月5日

## 企画

### 複数回行われた企画
ウエスギ専務 ○○への道シリーズ
- ウエスギ専務 母校への道

道行く人に出身の学校をきき、その人の出身校へ向かいそれを繰り返しながらゴールである専務の母校（札幌市立新琴似南小学校、札幌市立新川中学校、北海道札幌篠路高等学校、札幌学院大学）を目指す放浪ミッション企画。たとえ北海道外の学校でも行かなくてはいけない。第一期では小学校編・中学校編・高校編を、第二期では高校編リベンジ・大学編を放送。
小学校編は「ウエスギ専務の幼少時代はどんな子供だったの？」という視聴者の疑問がきっかけにスタートし、2009年5月から2010年10月にかけて全6シーズンの36回、中学校編では夏休み特別企画として2011年7月から2012年7月にかけて全2シーズンの9回放送。
高校編では札幌篠路高等学校が統廃合する前のラストミッションとしてスタートし、「ブギウギ専務」としての番組最後のロケとなり、2013年3月に全4回放送。
高校編リベンジは、第1期での高校編のチャレンジが失敗に終わったためリベンジ企画として実施。2015年8月15日から9月5日に新千歳空港に最も近い千歳高校（第1期での最終地は道外のため新千歳空港に最も近い高校）から開始し中川商業高校まで、11月14日から11月27日の放送で中川商業高校からゴール・札幌篠路高校の後身である札幌英藍高校までを放送。
大学編は、「銅像への道」企画で銅像の銘板を作った後銅像を作るに値する人物になるためのミッションとして大学母校・札幌学院大学を目指す。2016年11月13日から11月27日にスタートの札幌学院大学最寄駅である大麻駅から小樽商科大学、2017年1月22日から2月5日まで小樽商科大学から浅草を経由し札幌まで、5月21日・28日にゴールの札幌学院大学までの区間を放送。
- ウエスギ専務 新琴似神社への道

おおち係長が赴任した番組新体制のヒット祈願として、道行く人に持っているお守りを聞き、そのお守りと同じものを買いに神社へ向かいそれを繰り返しながらゴールである新琴似神社を目指す放浪ミッション企画。たとえ北海道外の神社でも行かなくてはいけない。2011年4月から6月にかけて全8回放送。
- ウエスギ専務 銅像への道

上杉ポンプ商会が世界一の企業になりウエスギ専務が銅像になるにふさわしい人物になるべく、全道各地や道外から選ばれた112の銅像の顔が描かれたパネルからいずれかを選んで現地へ向かい会いに行き、北海道で名を残した先人たちの偉業を学びゴールの札幌市役所ロビーの島義勇像を目指す放浪ミッション企画。2016年3月20日から4月3日の放送で札幌市から山形県まで、5月20日から6月3日の放送で山形県から様似町まで、9月4日から9月18日まで様似で引いた当別町から札幌市ゴールまでの模様を放送。4月3日放送では、放浪旅行本編と別に新函館北斗駅での「北斗の拳」ケンシロウ像除幕式を取材した模様が放送された。
- ウエスギ専務 俳優への道

奥の細道内での上杉のアポ取りの結果を伝える小芝居があまりにも三文芝居だったため、劇団四季の協力のもと演技力を向上を目指す企画。放浪ミッション系の○○への道企画の中で唯一専務のチャレンジ系企画である。2016年1月10日・17日放送では「キャッツ」のラム・タム・タガー役を演じるべく2週間の特訓を行った。11月12日・19日の番組後半（番組前半はダムカレーめぐりの旅in北海道を放送）で第2弾としてライオンキングのグランドロー役を演じるべく特訓を行った。2019年12月8日番組後半から12月16日で第3弾として（番組前半はダムカレーめぐりの旅岩手編を放送）リトルマーメイドのアースラの足を演じるべく特訓を行った。また、2020年3月末をもって協力している劇団四季の公演を行っていた北海道四季劇場が閉館するためこの第3弾が完結編となった。
- ウエスギ専務 ご当地キャラへの道

道行く人にご当地キャラと撮った写真を見せてもらい、そのキャラクターのご当地まで行き2ショット（または3ショット）写真を撮り、それを繰り返しながらゴールを目指す連鎖旅行ゲーム企画。たとえ北海道外のキャラクターでも行かなくてはいけない。また写真はキャラクター本人でなく、キャラクターの看板やグッズで代用して撮影してもOK。ただし、撮影はそのキャラクターのご当地の場所まで行かないといけない。
12月24日放送が開始され、最初は札幌市北区麻生商店街の「あさぶー」がゴールでスタートしたが、まさかの一発目でゴールの「あさぶー」との写真が出てしまい、「あさぶー」と会いあっさり企画終了と思われたが、ディレクターから第1弾終了と言われすぐさま第2弾が始まった。第2弾は札幌市手稲区の公式キャラ「ていぬ」がゴール。何回ものロケを行い、途中「せんとくん」や「くまモン」等の北海道外のキャラクターが出て本州へ行くこととなり、予算が底をつく事態も発生し、開運企画の北海道ご当地おみくじの旅で勝ち取った救済措置でより画面に出た市町村章の所へ戻るを使い北海道（遠軽町）へ帰還したりもして、約4年もの歳月をかけて2020年5月10日放送分でゴールの「ていぬ」を引き当てた。しかし、新型コロナウイルス感染拡大の影響により「ていぬ」との対面ができないためゴールは先延ばしとなったが、9月13日放送分でついにていぬとの対面を果たし無事に完結となった。
- ウエスギ専務落語家への道

2022年夏に放送15周年を迎えたブギウギ専務。これまで番組が仕掛ける壮大かつ過酷な企画に15年間振り回され続けた専務に15周年突破記念企画として、専務が最近どハマリしている落語に本気で挑む企画。本物の落語家に弟子入りをして、落語を一席覚え北海道で寄席を開催することを最終目標とする。進行役は大学時代落研に入っていた（高座名は富士見亭 百花(ふじみてい ひゃっか)）雨宮萌果。
第1弾は2023年1月14日番組後半（前半はブギウギサイクリング倶楽部を放送）から28日まで放送。浅草演芸ホールで実際に寄席を観覧し、弟子入りをする林家木久蔵と対面し、高座名「ウエスギ亭シタスギ」を命名してもらった。なおロケはおおち係長は不在。
第2弾は2023年3月25日から4月1日番組前半（後半はブギウギサイクリング倶楽部を放送）まで放送。師匠の2代目林家木久蔵へ課題の初天神を披露（あげ稽古）し、合格をもらい最終目標の北海道で寄席開催へ前進した。その後千歳水族館を貸切して企業応援 ブギウギゴルフツアーを行い師匠をおもてなしした。
第3弾は2023年12月2日番組後半（前半はブギウギサイクリング倶楽部を放送）から9日番組前半（後半は野外彫刻作品名当地元銘菓商品当てデスクイズてデスクイズを放送）まで放送。この放送でブギウギ寄席の概要が発表され、2024年1月13日に奈井江町文化ホールで開催されることが決まった。そこで奈井江町文化ホールの下見とブギウギ寄席の宣伝を行った。
第4弾は2023年2月10日放送。この放送では2024年1月13日に奈井江町文化ホールで開催されたブギウギ寄席の舞台裏を放送した。
グリコジャンケン
「母校への道 小学校編」でゴールした専務のご褒美として小樽で高級お寿司を堪能した直後に開始された。小樽から札幌に帰るために道行く人とグリコを行い、勝てばグー（グリコ）だと3㎞、チョキ（チヨコレイト）とパー（パイナツプル）だと6㎞進むことができるが、負ければその分戻らなければいけない。また第2期では、「ブギウギグリコジャンケン2016」として2016年9月23日から10月9日まで放送。
ブギウギ銅像見聞録～幕末維新英雄伝～
2018年の北海道命名150年に因み、北海道はどのような歴史をたどってきたのかを掘り下げる企画。北海道にある幕末維新の偉人の銅像をテーマにその人物の功績と足跡をたどる。またこの企画は、STVとチャンネル銀河の共同企画となっている。
なおこの番組の主な企画では「○○への道シリーズ」等のように前触れもなくいきなり道外に飛ばされる事が多いが、この企画では事前に道外行きが報告されたうえで赴く形となっている。
第1弾は、4月8日 - 4月22日の放送にて開拓判官の島義勇の足跡を追った。札幌市だけに留まらず、島の出生地である佐賀県にも訪れた。また4月29日の放送では、番外編として佐賀県のグルメ紹介や温泉旅を取り上げた。さらに1月24日の放送では佐賀県に島義勇の銅像が作られることになり専務とディレクターが寄付をしたため寄付をした人だけが参加できるセレモニーに及び銅像の除幕式に参加した模様を放送した。
第2弾は、5月20日 - 6月3日の放送にて新選組の土方歳三の足跡を追った。番組の序盤から土方の出生地である東京都日野市を訪れた。また6月17日の放送では、番外編として函館のグルメを紹介した。
第3弾は、7月1日 - 7月15日の放送にて坂本龍馬の足跡を追った。銅像がある函館だけでなく坂本の出生地である高知県を訪れた。また7月29日の放送では、番外編として高知県のグルメを紹介した。
第4弾は、8月12日 - 8月26日の放送にて北海道の名付け親松浦武四郎の足跡を追った。銅像がある釧路、天塩町だけでなく松浦の出生地である三重県松阪市を訪れた。ところが松阪市ロケでは専務が目に雑菌が入り目が腫れたため番組史上初の欠席となった。また9月2日の放送では、番外編として松阪市と山口県萩市のグルメを紹介したほか、専務の食レポ対決の審査として新人アナウンサーの久保朱莉・西尾優希に加えマイコ元秘書こと小笠原舞子が出演した。
ブギウギ奥の細道
芭蕉役ウエスギ専務と曾良役おおち係長が旅の途中で俳句を詠みながら、北海道を横断する企画。
第一幕は2011年11月から2013年3月にかけて全54回放送。函館立待岬-稚内宗谷岬間600km(実際は845.1kmだった)を徒歩で踏破した。番組終了後には2013年9月29日の「マハトマパンチ」内で番外編SPとして上杉とダイノジ大地・伊吹吾郎とのトリオで函館ロケが放送された。
第二幕では奥尻島北追岬-根室納沙布岬間800kmを徒歩で踏破する。
2015年4月25日 - 6月13日に奥尻島からせたな町大成、7月11日 - 8月8日にせたな町大成から長万部町、9月19日 - 10月17日に長万部町から洞爺湖、11月27日 - 12月19日に洞爺湖から室蘭市、2016年1月17日 - 3月20日まで室蘭市から日高町門別、4月10日・17日に日高町内、5月15・22日に日高町から新冠町、6月19日 - 7月3日まで新冠町から新ひだか町三石、8月7日 - 8月28日に三石から様似町、10月16日 - 10月30日に様似町から襟裳岬、12月4日 - 2017年1月22日に襟裳岬から幕別町忠類、2月19日 - 4月9日に幕別町忠類から帯広市、6月25日 - 7月2日に帯広市内、7月23日から8月13日に帯広市から池田町、9月10日 - 10月8日に池田町から足寄町、11月26日 - 12月17日に足寄町内、2018年1月14日 - 3月18日に足寄町から釧路市、5月6日 - 5月13日・7月29日 - 8月5日に釧路市内、9月9日 - 11月11日に釧路市から厚岸町までの区間を放送。そして2月10日より厚岸町から浜中町、根室市と入り、5月19日放送で納沙布岬へゴールした。
- 企画内のルール

企画内では徒歩での移動が基本（公共交通機関の利用はできない）。気になる施設・食事・宿泊のアポイント取りは全て専務がやる。
- お宿ルール - 企画内で宿泊する際は、「和風の建物または和風の風貌の建物」で「2階建て以内」の建物ではないと泊まれないルールがある（すなわち旅館等にしか泊まれず、ホテルには泊まれない）。ただし宿を探す場所によってはルールに合う建物が全くないまたは全て満室で泊まれない場合もありその際は同行ディレクターの裁量によりルールが若干変わりホテルへの宿泊が許可される。ただしホテルへの宿泊の場合は「和室での宿泊」が絶対条件となる。しかし、2018年5月13日の放送ではスタッフも限界だったため2階建てではあるが明らかな洋風の建物で、さらに和室ではなく二段ベッドがある洋室の部屋に宿泊した。
- 一マス戻るルール - このまま先に進んでも宿が物理的ない状況、またはお宿ルールを改編してもその場所の宿が全て泊まれない場合、一マス戻って前回泊まった宿に泊まることになる（この場合電話で空室状態を聞き、その場所までの移動は機材車や公共交通機関を利用する。また前回泊まった宿が泊まれない場合は一度前回泊まった宿付近まで移動しそこから新たな宿を探す）。また旅を再開するときは前回宿が決定したところまで移動してその場所から旅を再開する（この場所までの移動も機材車や公共交通機関を利用）。2017年10月8日の放送では一マス戻っても宿の空きがなく、結局四マス（4回前に泊まった場所）戻ることになった。

また、2018年は全道的にヒグマの出没情報が多く、9月にロケが行われた釧路市から厚岸町へ向かう際に、考えられる2つの道どちらもヒグマの出没があったため、夕暮れと同時にロケを断念せざるを得ない事態が発生。その際に1マス戻るを適用した。なお、その後出演者の安全面を考慮してその後予定していたロケは断念。雪が降りヒグマが冬眠したあとに再開することにした。
- ブギノウギノ号

第二幕で伊達市を訪れた際に道中でこれからばんえい競馬の競走馬になるという馬と出会い、その馬を専務が勝手に「ブギノウギノ号」と名付けた。その後企画内でブギノウギノ号がどうなったか追跡するために、最短ルートを外ればんえい競馬が行われる帯広市の帯広競馬場へ寄り道、手掛かりは伊達市で出会ったことと1年半前に出会った時の写真のみという状況から奇跡的に再会を果たし、馬名が「ゴールドラッシュ」ということ、牝馬であること、すでに2勝していることが判明した。その後、専務たちが訪れた後のレースで3勝目を挙げたが、その4日後に登録抹消されたため再び帯広競馬場へ訪れたところ、良い血統をもっているため繁殖馬となったことが報告された。そこで繁殖馬となったブギノウギノ号と再会するために再びルートを大幅に外れブギノウギノ号がいる牧場がある足寄町へ寄り道、足寄町の牧場で再会を果たした際に妊娠したことが報告された。2018年6月17日の放送で無事出産した事が発表、専務と係長が会いに行きまたしても専務が勝手に「ブギノウギノリ」と名付けた。そして2020年6月14日の放送で「ブギノウギノリ」がばんえい競馬デビューに向けて能力検査に挑むことが発表され、6月21日の放送で合格が発表され、さらに競走馬としての馬名が「ブギノウギノリ」となった。また、「ブギノウギノ号」が第2子を妊娠していることも発表され、8月23日の放送で春に生まれた第2子に会いに行き、またしても専務が勝手に「ブギミウギミ」と名付けた。そしてまた、「ブギノウギノ号」が第3子を妊娠していることも発表された。
- グルメの細道

3月26日放送分で初登場。美味しいグルメを堪能する企画で、ルールは宿交渉と同じくアポとりは全て専務が行う。同じ料理は食べない。基本2人で1つの料理を分ける。ただし同じジャンルのお店でも食べるものが違えばOK（例として、そば屋でそばを食べた後、違うそば屋でカレーを食べるのはOK）。
ダムカード巡りの旅
「流れ星雁太郎」で行われていた北海道内をはじめとする各地のダムを巡りダムカードを集める企画。第2期では2015年12月26日に上杉が2015年10月の札幌でのダム工学会イベント「-with Dam☆Night in 北海道-」への出演オファーを受けたのを機に北海道の未訪ダムを訪れる形で実施、その後2016年7月17日から7月31日まで北海道庁発行の新ダムカードを収集する道央編、2017年4月16日から5月14日まで石垣島・宮古島編、2017年11月5日には「-with Dam☆Night in 北海道-」で対面したダム王子と呼ばれる琉さんと一緒に糠平ダムを訪れた特別編、2017年12月18日には過去2度訪れた朝里ダムが衝撃的な変貌と遂げたとして訪れた緊急企画を放送。2018年11月18日から12月2日は期間限定で配布されていた北海道150年記念ダムカードの収集編、12月24日には島義勇の銅像除幕式に行ったついでとして佐賀編、2019年1月6日から1月20日まで道北・治山ダム編を放送。2019年8月25日から9月1日には番外編として中札内村・札内川ダムの年1回のフラッシュ放流編を放送。2019年11月17日から12月8日番組前半まで10年に1度しか見られない湯田ダムのオータム放流を見に行った岩手編を放送。10月25日番組後半（番組前半はブギウギ山岳倶楽部を放送）から11月15日までは夕張川編として川端ダムの1日限りのスペシャル放流と改修中の清水沢ダムを訪問した。
ダムカード巡りの旅派生企画
- ウエスギ専務、ダムイベントに出る

上杉のダム工学会イベント「-with Dam☆Night in 北海道-」出演に密着した企画。2016年1月10日放送。
- ダムLOVE生みの親を探せ

2013年流れ星雁太郎時代のダムカード巡りの旅にて豊平峡ダムを訪れた際に誕生したフレーズ「ダムLOVE」のきっかけとなった人物を捜索するべく、金山ダムの「日本ダムアワード2016」ダム大賞・洪水調節賞受賞セレモニーにゲスト出演する様子を取り上げる企画。2017年7月9日・7月16日放送。
- ダムカレーめぐりの旅in北海道

北海道内のダムカレーを出す店舗や元となったダムを巡る番外編企画。第1弾は2017年8月20日・27日に放送、第2弾は2017年11月12日・19日の番組前半に放送（番組後半は俳優への道を放送）。第3弾は2018年12月2日の番組前半に放送（番組後半はご当地キャラへの道を放送）、第4弾は2019年1月20日に放送。第5弾は5月26日から6月9日に放送。この放送ではダムカレーと天皇陛下御在位三十年記念デザインのダムカードをもらうのも兼ねて行った。第6弾は9月1日番組後半（番組前半はダムカード巡り番外編を放送）から9月15日番組前半に放送（番組後半はクイズ市町村章を放送）。
- ダム企画特別編

2020年3月8日放送では番組のラジオ｢ブギ専ラジオ｣内での特別企画キャラクター人気投票で係長（3位タイ）や専務（2位タイ）を抑えて1位となった朝里ダムの管理人の近況を確認するために朝里ダムを訪れた。2021年3月7日放送では、夕張のシューパロダムで行われている世界初の冬のダム湖レジャーを体験した。
- ダムキャンプ

2020年9月20日から10月4日の番組前半（番組後半はブギウギ山岳倶楽部を放送）にかけて新作DVD発売直前企画として夏のダムを楽しむダムキャンプを行った。
開運企画 北海道ご当地おみくじの旅
ウエスギ専務 ご当地キャラへの道で道外ロケが多くなった影響で番組の予算が底をつきそうになり、これは専務と係長の運が無いからだとスタッフが判断し行った開運企画。行く神社は、北海道のご当地おみくじがある7つの神社の内、以前奥の細道で訪れた根室市の金刀比羅神社を除く6つの神社で、企画は巨大おみくじを引いて出た番号の神社に行き2人とも大吉を出すまで終わらない。第1弾は2019年8月11日・18日の放送で4つの神社を回り、第2弾は2019年10月27日番組後半（番組前半はブギウギどさんこめぐり旅を放送）・11月3日の放送で残り2つの神社を回った。結果は全神社でどちらにも大吉がでなかったが、6ヶ所のうち4ヶ所で結果が揃う、さらに最後の神社ではおみくじの番号まで揃うという奇跡を出し、スタッフよりウエスギ専務 ご当地キャラへの道で何かしらの救済措置を出すことを決めた。
ブギウギどさんこめぐり旅
北海道の開拓に貢献した馬どさんこを深く知るために道内各地の牧場をめぐりふれあう旅。
第1弾は恵庭編として2019年7月7日・14日に放送。第2弾は函館編として2019年10月6日番組後半（番組前半はクイズ!市町村章を放送）から27日番組前半（番組後半は開運企画 北海道ご当地おみくじの旅を放送）まで放送。第3弾は鶴居編として2020年3月22日番組後半（番組前半はブギウギ爆釣倶楽部を放送）から4月12日番組前半（番組後半はクイズ!市町村章を放送）まで放送。
ブギウギ爆釣倶楽部
ウエスギ専務とおおち係長が釣りに挑戦する企画。2017年2月12日の単発企画「ド素人軍団の無謀なる挑戦!真冬の小樽でチカ釣り」を放送。その後この単発企画が好評だったため「ブギウギ爆釣倶楽部」のタイトルでシリーズ化。5月28日 - 6月18日に寿都町弁慶岬での春ホッケ釣り編を、10月9日・15日・29日に秋のヒラメ釣り編を、2019年6月23日・30日に古平沖でのサクラマス釣り編、2020年3月15日・22日前半まで（番組後半はブギウギどさんこめぐり旅を放送）に小樽のニシン釣り編、7月12日・19日に古平のアオゾイ編（この企画が新型コロナウイルス感染症拡大防止に伴うリモート企画から久しぶりにロケに復帰した企画である。）、2021年1月24日 - 2月7日前半まで（番組後半はクイズ!市町村章を放送）に古平のブリ釣り編を放送。
クイズ!市町村章
ランダムに出題される北海道の市町村章10問を専務と係長が当てる。正解すれば当てた市町村の特産グルメを食べることができるが、不正解の場合は間違えた市町村まで出向き謝罪する。全問正解すれば企画終了。第1弾は2019年9月15日番組後半（番組前半はダムカレー巡りを放送）から10月6日番組前半まで（番組後半はブギウギどさんこめぐり旅を放送）放送。第2弾は2020年2月16日番組後半から（番組前半はご当地キャラへの道を放送）3月8日番組前半まで（番組後半はダム企画特別編を放送）まで放送。第3弾は4月12日番組後半から（番組前半はブギウギどさんこめぐり旅を放送）5月3日まで放送。第4弾は7月26日から8月26日まで放送。第5弾は11月23日から12月13日まで放送。第6弾は2021年2月7日番組後半から（番組前半はブギウギ爆釣倶楽部を放送）2月28日まで放送。
これまで60問出題し正解は合計28問（1弾:3問、2弾:4問、3弾:5問、4弾:7問、5弾:4問、6弾:5問。）
14年目の業務改善計画
2007年の番組放送開始から、係長交代、『マハトマパンチ』内への内包、番組が終了し「流れ星雁太郎」となり、ブギウギ専務復活などを経て14年目を迎えたブギウギ専務。この機会に様々なもの変化させようという企画。
第1弾は2021年4月4日から11日に放送。この中で進行役となるお試し社員の加入（今回はヒロシエリが担当）、専務の衣装チェンジ（これまでの銀のスパンコールからブルー基調のスーツ）、宣材写真の変更、新テーマ曲プロジェクトの発表を行い、衣装の私服化の検討（身の丈に合わず断念）を行った。
その後、6月6日の番組前半（番組後半はブギウギ的狭深な世界を放送）に新テーマ曲プロジェクト第2弾、7月4日の番組後半（番組前半は神出鬼没！キッチンカービンゴを放送）に第3弾、7月25日の番組後半（番組前半は北海道ブギ遺産を放送）に第4弾を放送、10月3日の番組後半（番組前半は摩訶不思議オブジェ調査団を放送）に第5弾を放送し、そこで新テーマソング「嬉しいことも」が決定し、翌週（金曜深夜への移動初回放送）より新オープニングへと変更された。進行役は番組ディレクターが担当。
ブギウギ的狭深（せまぶか）な世界
狭くて深い分野の第一人者に出会い未知の世界を覗く企画。
第1弾は2021年5月2日番組後半（番組前半は働く熱血おじさんカードの旅を放送）から16日まで放送（16日番組前半は北大で遊ぼうを放送）。台湾人から見た北海道がテーマで進行役のお試し社員は西尾優希。
第2弾は2021年6月6日番組後半（番組前半は14年目の業務改善計画 オープニング曲制作を放送）から13日まで放送。テーマはミニ四駆で、進行役は番組ディレクターが務めた。
神出鬼没！キッチンカービンゴ
出店場所も営業時間もわからないキッチンカーに専務が直電し、1日で何軒ハシゴできるか、ビンゴ形式で挑む体当たり系の企画。
ルールは9個の店の中から行きたいお店に直接電話をして場所と営業時間を聞く。より多くのお店に行きビンゴの成立を目指す。一度聞いたお店には絶対に行かなけれ行けないが、電話にでなかった場合は一度後回しにすることは出来る。お店に着いたらクイズ「走行距離HiGH&LOW」（キッチンカーの走行距離が10万キロ以上か未満かを当てる）を行い正解すれば専務・係長食べて、クリアとなりマスが開くが、不正解の場合は進行役が食べて、失敗のためマスが開かない。クイズにはお助けアイテムがありそれを駆使して正解を導き出すことも出来る。
第1弾は。2021年6月27日から7月11日まで放送で、進行役のお試し社員は雨宮萌果。ビンゴの景品は1列揃うとウェルカムお菓子300円分、2列揃うとマッサージ、3列揃うと海外ロケ（あくまでもコロナが落ち着いたら）。結果は2列揃えることに成功。
クイズのお助けアイテムは、「近場サーチ」（ここから一番近いキッチンカーのお店に連絡可能）、「上乗せサイコロ」（サイコロの出た目の分走行距離が加算。例→6が出ると当てる距離が16万キロ以上か未満かになる）、「即興ダンス」（雨宮と即興ダンスをして専務・係長が勝利すればその前までにクリアできなかったお店を1ヵ所クリアに出来る）。
第2弾は。2021年10月30日から11月5日まで放送で、進行役のお試し社員は雨l眉村ちあき。ビンゴの景品は1列揃うとお菓子300円分、2列揃うと5000円越えの高級ロケ弁当、3列揃うと海外ロケ（あくまでもコロナが落ち着いたら）。結果は1列揃えることに成功。
クイズのお助けアイテムは、「近場サーチ」、「上乗せサイコロ」、「ぬけがけイート」（クイズに不正解でも1人だけグルメを食べられる）。さらに今回は正解ならお試し社員含めて全員食べられるが、不正解の場合は誰もなにも食べられない。
企業応援 ブギウギゴルフツアー
工場・オフィスなど企業の魅力が詰まった特設コースでゴルフをプレーし、企業の魅力を存分に伝えようという企画。
第1弾は2021年12月4日から18日放送。北広島市の3つの企業で行われた。進行役のお試し社員は多田萌加。優勝はおおち係長で副賞はお米5キロ。
第2弾は2022年3月19日から4月2日放送。小樽市の2つの企業で行われた。進行役のお試し社員は瀬川あやか。優勝は瀨川で副賞は工場をコース提供したミツウマのグッズ一式。
第3弾は2022年6月11日番組後半から6月18日放送。大樹町のインターステラテクノロジズで行われた。進行役のお試し社員は瀬川あやか。優勝は専務で副賞は宇宙空間到達日本酒＆コーヒーセットとロケット発射場の建物に飾るロケット応援ネームプレート。
看板メニューはしご旅
まだ見ぬ名物グルメ、看板メニューを探しながら食べる企画。
この企画での看板メニューの定義はお店の名前を含んだメニューのこと（地名や料理名は除く）。探し方は街頭での聞き込みだが、聞き方は手書きの看板を掲げて聞くヒッチハイクスタイル。進み方は1品食べれば次の町へ行けるが、行けるのは食べた町に隣接する市町村のみ。決め方はサイコロの出た目で決まる。どの目に行き先をするかは自分達で決めれる。見つけられなければギブアップして1つ前の市町村へ戻ることが出来るが、ギブアップは企画内で3回まで、全て使用すると企画打ち切りとなる。
第1弾は2022年2月5日 - 19日まで放送。帯広市をスタートし、平取町をクリアしたものの新冠町でギブアップを使い平取町へ戻り改めて決めたむかわ町をクリア、厚真町で時間切れとなりギブアップした。進行役のお試し社員は雨宮萌果。
第2弾は2022年4月23日番組後半から5月14日まで放送。前回ギブアップで終了したため直前でクリアしたむかわ町からスタートしたが、夕張市で紹介されたお店が定休日だったため、1泊して翌日訪れるか、ギブアップで企画打ち切りの選択を迫られ、緊急の追加ルールで夕張市をいったんステイしてサイコロを振り次の町へ行くを選択した。その結果三笠市へ行くこととなったが、ここで専務が途中離脱するという番組史上初の事態が発生。おおちと進行役の雨宮萌果の2人で三笠市をクリアし、再合流した専務と3人で岩見沢市と一度ステイした夕張市をクリア。ここでおおちが途中離脱し、専務と雨宮の2人で江別市をクリアしたところで終了した。
第3弾は2022年9月24日から10月8日まで放送。専務がロケ直前で新型コロナウイルスに感染したため不参加となり、おおちと進行役の雨宮萌果の2人でロケをすることとなった。また専務は新型コロナウイルス感染から復帰後に今回まわった場所を後追いする別ロケが行われた。前回クリアした江別市からスタートし、北広島市、恵庭市、千歳市をクリア。そして千歳市クリアにより10市町村クリアとなりボーナスとして高級コース料理がプレゼントされることになった。この模様は2023年2月25日に放送されたが、用意された高級コース料理は1人前のみで看板ポーカー（頭に張られたカードの数字が大きい人が勝ち。変更は1回可能。カードの数字は札幌にある飲食店の看板となっている）で勝った人が食べられるものであり、結果は専務3勝（前菜、魚料理、肉料理）、雨宮2勝（前菜、シメ）で係長は1勝もできずに何も食べれなかった。
第3弾は2023年3月4日放送。前回クリアした千歳市からスタートし、札幌市をクリア。しかし次の赤井川村で3度目のギブアップを行使して企画打ち切りとなった。
御酒印めぐりの旅
北海道の酒蔵をめぐって御酒印（お酒のラベル）を集め、北海道の酒蔵や日本酒の魅力を再発見しようという企画。酒蔵へ行き、商品を購入して御酒印をもらい、最後に買った日本酒とおつまみを食べるために利き酒を行う。正解すれば堪能できるが、不正解の場合は進行役が堪能する。
第4弾まではシーズン1として北海道の酒蔵を巡っていたが、第5弾からはシーズン2として全国行脚編として全国の酒蔵を巡ることになる。
第1弾は前週まで放送していたブギウギ山岳倶楽部空沼岳編のご褒美企画として2021年8月29日から9月12日まで放送。進行役のお試し社員は瀬川あやかだが、企画途中で飛行機の時間が迫ってきたため途中離脱し、それ以降は番組ディレクターが進行した。
第2弾は2021年11月13日から27日まで放送。進行役のお試し社員は瀬川あやか。
第3弾は2022年1月15日から29日まで放送。進行役のお試し社員は多田萌加。
第4弾は2022年2月26日から3月12日まで放送。進行役のお試し社員は瀬川あやか。
第5弾は2022年7月30日番組後半から8月27日まで放送。前述のとおり全国行脚編がスタートし、京都府でロケを行った。進行役は瀬川あやか。
第6弾は2023年3月11日から18日まで放送。北海道で新たな酒蔵が誕生したため道内ロケとなった。進行役は瀬川あやか。
祝!放送開始17年目突入! ありのままのブギウギ専務
2023年7月をもって17年目に突入したブギウギ専務。番組として熟成された今であれば現場で起きたことをそのまま流しても面白い番組になるのではないかということで、編集及びテロップをほぼゼロでロケを30分一発撮りでお届けする実験的企画。進行役は瀬川あやか。
第1弾は2023年7月8日に放送。内容は2022年5月から6月にかけて放送された「特別篇　専務の休日・係長の休日」の中専務が訪れ取材をしたものの、撮影データの破損により放送できなかったラーメン屋さっぽろ純連へ行きラーメンを食べる。
第2弾は2023年7月15日に放送。内容は小樽市にある「おたる屋台村 ろまん横丁」全6店舗制覇。
ブギウギサイクリング倶楽部
コロナ禍で運動としてや密を避ける移動手段として自転車が世界的ブームとなっている今、専務と係長のド素人コンビが挑戦する企画。進行役は一貫して番組ディレクターが務める。
第1弾は2022年5月21日放送で、本格的なシーズンの開始を前に雪上走行を楽しむことと、目標として十勝管内403kmを結ぶナショナルサイクルルート「トカプチ400」を走破することが決定した。
第2弾は2022年7月9日から30日番組前半まで放送。この放送回よりトカプチ400走破がスタートし、そこで走破するための自転車が2人乗りのタンデム自転車であることが発表された。このタンデムに専務が丹後 武義長（たんご ぶぎなが。由来はこのタンデムの商品名がタンゴだったこと、一緒に走破することから擬人化させたいという理由から。）と名付けた。またルールも発表され、この企画内の食事代は1キロごとに100円が支給されるのでその支給されたお金で賄わないといけない。さらに1キロ100円は2人で100円（1人当たり50円）であることが発表された。
第3弾は2022年9月3日から17日番組前半まで放送。
第4弾は2022年10月22日から11月22日番組まで放送。また、11月19日の放送では帯広市への帰還（トカプチ400の半分終了）が目前に迫っていることから特別編として旅たちおさらい編を放送した。
第4弾は2022年12月22日から1月14日番組前半（番組後半はウエスギ専務落語家への道を放送）まで放送。また、11月19日の放送では帯広市への帰還が目前に迫っていることから特別編として旅たちおさらい編を放送した。
第5弾は2023年4月1日番組後半（番組前半はウエスギ専務落語家への道を放送）から8日まで放送。後半のルートが過酷な峠攻めなので真冬の特訓編として放送された。
第6弾は2023年6月17日から7月1日まで放送。後半の北ルート編がスタートし、新章スタートに伴い食事等の支給金の残金（1,700円）がリセットされた。第6弾の最終放送となる7月1日放送分で後述するヒグマ遭遇事件の一部始終を及び今後の方針が放送された。
第7弾は2023年7月22日から29日まで放送。今回の放送で後述するヒグマ遭遇事件の全貌（遭遇時の前後を含めた映像）が公開された。その後、企画再開を前に北海道立総合研究機構へ行き、専門家の話を聞き改めてヒグマについて学習をした。
第8弾は2023年9月2日番組後半（番組前半は北海道縦断! 走行距離HiGH&LOWを放送）から12月2日番組前半（番組後半はウエスギ専務落語家への道を放送）まで放送。今回のロケは、ヒグマ遭遇事件から2か月後となっており、以前開運企画 北海道ご当地おみくじの旅で訪問した帯廣神社で旅の安全祈願、十勝スピードウェイで実際にヒグマに遭遇した際に安全に車に避難するかの訓練を行い、またその他の安全対策を十分取ったうえで再開となった。さらにこのロケ中に専務が骨折するハプニングが発生した。
第8弾は2024年1月6日番組後半（番組前半は地元銘菓商品当てデスクイズを放送）から20日まで放送。今回の放送では、前回のロケで専務が骨折をしたためこれまでを振り返るクイズに答える第1回思い出のサイクリング倶楽部グランプリを開催。専務が優勝した。優勝商品は過去のロケで入った食堂で専務たちも食べたいくらの醤油漬け。
なお、番組が2024年3月末で放送終了となるため、番組終了までにトカプチ400走破が不可能となったが、この企画については、ロケを行い走破した上で年内に特番を組んでその模様を放送をすることが決定している。
デスクイズシリーズ
ランダムで出題されたお題に対して直感で一覧の中から名前を予想し答えるクイズ。10問正解しないと企画が終了しないためデスクイズとなっている。
第1弾は摩訶不思議オブジェ調査団をリニューアルした野外彫刻作品名当てデスクイズとして放送。旭川市にある72の彫刻をランダムで出題し、専務・おおち・進行役の瀬川あやかの3人で現物を鑑賞し彫刻名を当てる。結果は7問連続不正解もあり、13問中4問正解でロケ終了。2022年11月26日から12月10日放送。
第2弾は野外彫刻作品名当てデスクイズリベンジマッチとして放送。前回の反省点を考慮して前回回答した13の彫刻を除いた旭川市にある59の彫刻を各エリアごとで出題し、専務・おおち・進行役の瀬川あやかの3人で現物を鑑賞し彫刻名を当てる。結果は途中でおおち・瀬川が離脱し専務1人でやることとはなったが、20問中10問正解でクリアとなった。2023年4月15日から29日番組前半（番組後半はブギウギ山岳倶楽部を放送）放送。
第3弾は地元銘菓商品当てデスクイズとして放送。空知地方の地元銘菓48種類を専務・おおち・進行役の瀬川あやかの3人で見た目と試食して直感で商品名を当てる。不正解の場合は不正解した銘菓の販売店まで行き、不正解の謝罪と商品を購入し宣伝を行う。結果は序盤は6問で2勝3敗と苦戦したものの、最後は6連続正解を出して15問中10問正解でクリアとなった。2023年12月9日番組後半（番組前半はウエスギ専務落語家への道を放送）から2024年1月6日番組前半（番組後半はブギウギサイクリング倶楽部を放送）放送。
NGワードツアー
2021年10月に放送された放送時間移動初回記念の知床でクジラを見ようの裏企画として行った企画をシリーズ化。
事前に決められたNGワードをNGワード発言する度にきな粉棒を食べる。当たりが出たら無条件でもう1本食べる。NGワードは「スゴイ」「ヤバイ」「マジ」の3つ。
第1弾は、2022年4月9日から23日番組前半まで放送。場所は支笏湖。進行役は雨宮萌果。途中「寒い」「冷たい」がNGワードの場所をはさみ、さらに「ワー」「オー」「ウワー」も追加され、進行役の雨宮も参加することになった。最終的には途中参加の雨宮が8本、専務が38本、係長が61本食べた。
第2弾は、2024年1月27日から2月3日まで放送。場所は余市町（理由は今回初めて企画を担当するディレクターが余市町出身だったから。）。進行役は雨宮萌果。途中「ステキ」「スバラシイ」がNGワードの場所、「リンゴ」がNGワードの場所をはさみながら行なわれ、最終的には専務が39本、係長が44本食べた。
北海道縦断! 走行距離HiGH&LOW
神出鬼没！キッチンカービンゴ内のクイズであった「走行距離HiGH&LOW」（キッチンカーの走行距離が10万キロ以上か未満かを当てるクイズ）を企画化。
ルールは車のドライバーに声をかけて、走行距離が10万km以上か未満かを当てる。車は走行中だけではなく販売中の中古車も対象とする（ただし、トラックやバイクなどはNG）。正解すると走行距離の1万分の1km進めるが、不正解だと走行距離の1万分の1km戻る。正解分の走行距離内なら寄り道はOK。もし走行距離リミットに到着し、聞き込みが出来ない場合は歩ける範囲（第1弾では特に制限という話はなかったが、第2弾以降制限がつけられ後退については制限がないが、進めるのは1kmまでとなった）であれば聞き込みできる。もしそれが出来ない場合は聞き込みできるところまで戻って聞き込みをする。その場合のスタートは戻った地点からとなる。ただし、食事の場合は現地に到着後に走行距離が5万km以上か未満かを当てる。正解すれば食事できる（距離を進めることは出来ない）が、不正解だと食事できない上に走行距離の1万分の1km戻る。ブギウギ奥の細道第一幕で徒歩で走破した、函館立待岬から稚内宗谷岬間600kmを縦断する。
第1弾は2023年5月20日から6月3日まで放送。5台の車に聞き込みを行い、全て正解、立待岬から森町まで進んだ。進行役は雨宮萌果。
第2弾は2023年8月5日から9月2日番組前半（番組後半はブギウギサイクリング倶楽部を放送）まで放送。最初は、専務・おおち・進行役の雨宮萌果でロケが行われ、最初の1台で初めて不正解となり11km戻ることとなり、その後正解と不正解を繰り返し3.1km進んだところで、ロケ終了。最初のロケが4月に行われ、ロケ再開が3か月後の7月だったが、そのロケではおおちが不在のため同じく進行役の瀬川あやかを呼び3人で行われた。なお、雨宮と瀬川の進行役2人が顔を合わせるのは今回が初めて。ここでこれまでの最長距離となる29.6km前進を含む3連勝で森町を脱出し、八雲町を通過して長万部町まで進んだ。
第3弾は2024年2月17日から3月2日まで放送。2月17日の番組前半で放送が3月末で放送終了となることが発表。それに伴い宗谷岬へのゴールが不可能となったため、ゴール地点を札幌市中央区の桑園に変更（理由は企画発表時に専務がボケでゴール地を桑園と発言したため。）、さらにNGだったトラックを1回に限り解禁することになった。しかし、1回目で約17kmの後退をしてしまう不運からスタート。途中の食事では先述の後退によりロケ時間が少なくなったため食事ルールが撤廃されたり、走行距離を聞く前に答えてしまうハプニング（本来ならゲーム不成立だが、その距離が不確定だったため以前別企画で登場していたおおち扮するジャッジマンが登場し問題無しの判定をして続行したが、流石に次同じことが起きればNGとすることにした。）が起きたりして長万部町の峠のパーキングに到着したが、ここでタイムリミットとなり企画終了、解禁されたトラックカードを使用せずに終わるところだったが、そこにトラックが来る奇跡が発生。感動で雨宮が号泣する中31kmの前進を勝ち取ったが、最終的には洞爺湖の湖畔付近に到着して企画終了となった。
ブギウギ山岳倶楽部
ウエスギ専務とおおち係長の山登りド素人が山登りに挑戦する企画。進行役は番組ディレクター。
第1弾は2020年10月4日の番組後半（番組前半はダムカード巡り派生企画ダムキャンプ2020を放送）から10月25日番組前半（番組後半はダムカード巡りの旅を放送）までの放送で苫小牧市の樽前山を登頂。
第2弾は12月20日から2021年1月17日までの放送で函館市の函館山を登頂。
第3弾は2021年8月8日から22日までの放送で札幌市の空沼岳を登頂。
第4弾は2022年4月2日番組後半（番組前半は摩訶不思議オブジェ調査団を放送）から5月13日までの放送で札幌市の三角山・大倉山・奥三角山を登頂。
第5弾は2024年3月9日から22日までの放送で鹿追町の白雲岳を登頂し、ご来光を見ることが目的とされた。この後の2週が最終回特別企画のため、レギュラー放送の通常企画としてはこれが最後になった。

### 第一期で行われた企画
○○でブギウギ
番組初期のテーマリサーチ企画。
狸小路○丁目完全制覇
狸小路商店街を丁目ごとに全店紹介する。最終的に1丁目、7丁目、8丁目、2丁目が制覇された。
あっち向いてホイ10連勝チャレンジ
「母校への道」であと一歩のところでゴールできない勝負弱さを克服するため、道行く人とあっち向いてホイ勝負を挑み10連勝を目指す。連敗すると罰ゲームとなる。全3弾の札幌・函館・小樽で行われた。
北海道一地味なものを探せ
「地味こそ日本の美」を合言葉として日本の古来の身近にある地味なものを視聴者の投稿のもとに現地に行って体感する。
いい旅ブギ気分
ウエスギ専務とわくちん係長がローカル路線バスに乗りくじびきの途中下車をしながらノープランな旅をする。
天下統一あっち向いてホイ
道行く人とあっち向いてホイで勝負し、勝てば相手の出身都道府県を領土にするルールで47都道府県制覇を目指す。1度領土にした県の出身者と再び勝負した場合、負ければ領地都道府県は没収される。「あっち向いてホイ10連勝チャレンジ」にはなかった一度負けた相手にリベンジを仕掛ける「天下分け目の復讐戦」を行うことができるがそのリベンジ戦に再度負けると相手の出身地に出向かなければなり、その出向先の地元の人に遭遇し勝てば、北海道に帰らなければならない。わくちん係長の最後のロケとなった。2010年11月から2011年3月にかけて全2シーズンの11回放送。
ブギウギ歩行列車 小樽手宮線の旅
ウエスギ専務とおおち係長がブギウギ奥の細道という過酷なロケとは対照的に「ゆったりのんびりな鉄道な旅」として段ボール列車を身につけ、小樽市内の旧手宮線の廃線跡を歩く。
街角タイプライター
札幌市内の店やビルの看板から、お題の文章の文字を見つけ出して文章を作り上げる。

### 第二期で行われた企画
北海道の市町村で復活を叫ぶ
ブギウギ専務単独番組復活を記念して、「ブギウギ専務復活」の8文字を全道179市町村からくじ引きで引いた市町村で1文字ずつ叫び8市町村を巡る。くじびきの市町村番号は2014年に行われたTHE TON-UP MOTORS全道179市町村ツアーの来訪順をナンバリングしたものが用いられる。2015年4月4日 - 18日にかけて全3回放送。
外国人観光客実態調査「ちょっとついて行ってもいいですか？」
ウエスギ専務、おおち係長、エリカ秘書の3人で札幌を訪れた外国人観光客に対してただ単に「ちょっとついて行く」ことで観光客の実態調査を行う企画。2015年6月20・27日放送。
TBS音楽フェスに乱入
奥の細道内で披露される俳句の腕が上がらないウエスギとおおちに松尾芭蕉ゆかりの地をめぐり俳句の心を学んでもらう「ブギウギ奥の細道 東京編」を表向きの企画とし、ウエスギ専務とおおち係長が赤坂BLITZでのTBSテレビ「オトナの!フェスNEXT」に乱入する業界タブーを完全に犯す緊急企画。2015年6月27日・7月4日放送。
段ボール新幹線がゆく!函館穴場めぐりの旅
2016年3月の北海道新幹線開業に向けて、段ボール製の新幹線に乗り独自の目線で函館の新たな魅力を発掘する旅企画。2015年9月12日放送。
秘書研修生は78歳!?岡田名人とゆく秋の社員旅行
エリカ秘書が退社し、ウエスギ専務とおおち係長の二人体制となった上杉ポンプ商会の結束を図るべく、新たな秘書候補生として2011年7月放送「ナマズ釣りに挑戦」に登場したナマズ釣りのレジェンド・岡田名人とともに秋の社員旅行をする。2015年10月24日・11月7日放送。
ブギウギブルース兄弟
ウエスギ専務とおおち係長とマイコ秘書が黒ずくめのスーツの「ブギウギブルースブラザーズ」に扮し、街ゆく人の困っていることを解決する企画。2016年5月1日・8日放送。
岩見沢を楽しみつくせ！
ウエスギ専務とおおち係長で岩見沢市を楽しみつくす企画。しかし、岩見沢市は7月27・28日に開催のSTV創立60周年記念イベント「どさんこみらいフェス」の開催地であるため出演者陣は単なる告知のための企画ではないかと疑ったが、ディレクター陣は否定している。2018年7月22日放送。
おおち係長ザ・リベンジ
ブギウギ奥の細道第2幕のゴール記念特別企画として放送。東京での仕事のため奥の細道ロケをやむを得ず何度も途中離脱したおおち係長。その係長がもうちょっとで体験できたのに、もうちょっとで食べれたのにということをリベンジしてもらう企画。ただし、体験・実食するには番組ディレクターとあっち向いてホイをして勝たなければいけない。2019年6月9日から6月23日まで放送。
放送666回突破記念企画
2007年の番組放送開始から、2011年に係長の交代（わくちん係長から大地係長）、2012年に『マハトマパンチ』内への内包（ブギ専パンチ）、2013年に番組が終了し『マハトマパンチ』の1つのコーナー（「流れ星雁太郎」）となり、2015年に番組が復活するなど数奇な運命をたどりながら14年かけて666回を超えたブギウギ専務。記念企画第1弾として、2021年3月14日放送ではラジオ「ブギ専ラジオ」内で生まれた企画「聖地巡礼クイズ」を行った。リスナーが撮った写真を見て何の企画かを当てるクイズ。不正解ならその場所まで行って撮った写真と同じアングルで写真を撮る。
第2弾として、2021年3月21日から28日放送では専務の大好きなキャンプを行う「ご褒美冬キャンプ」行った。
さらに、2021年3月21日と28日放送分では、サプライズお祝いコメントとして、ブギウギ専務が大好きな声優三澤紗千香、初代係長わくちんこと横井健一のコメントを放送。その三澤のコメントの中で番組立ち上げからディレクターを務めた岸弘が3月いっぱいで番組から離れることが発表され、28日放送で番組を卒業した。
働く熱血おじさんカードの旅
仕事への並々ならぬ情熱を注ぐおじさん、我が道を追求するおじさん等熱い魂を持った中高年を専務と係長が道内各地で発掘する企画。専務と係長は出会ったおじさんを熱血力と2人で考えた○○力の2項目を5段階評価で評価をして、ゆくゆくはこの企画の中でおじさんカードを作ることを目標としている。進行役のお試し社員は国井美佐。2021年4月18日から5月2日放送。
北大で遊ぼう
創立145周年の北海道大学のキャンパス内を遊び尽くそうという企画。進行役のお試し社員は伊藤沙菜。2021年5月16日から30日放送。
ブギウギ特別社員研修
番組リニューアル以降様々な人がお試し社員として登場したが、社員研修を行いチームの絆を深めようという企画。この企画ではお試し社員は進行役ではなく一緒に社内研修する仲間として登場し、進行は番組ディレクターが務める。
第1弾は2021年6月20日放送。場所は恵庭市内のアクティビティ施設で行われ、ツリートレッキングを体験。お試し社員は雨宮萌果。
第2弾は2021年10月23日放送。場所はさっぽろばんけいスキー場で行われ、高速で滑る段ボールソリを作った。お試し社員は眉村ちあき。
北海道ブギ遺産
後世に残すべき北海道の素晴らしいものをブギウギ専務で勝手に認定し、専務と係長が全力で魅力を発信する企画。札幌の名水「豊滝龍神の水」を認定。進行役のお試し社員は多田萌加。なお、今回の企画は係長も仕掛人として企画内容を知っている。2021年7月18日から7月25日放送。
なお、放送初回である7月18日の番組後半で係長へ専務より放送時間の変更（日曜深夜から金曜深夜へ移動）がドッキリとして伝えられいる。
摩訶不思議オブジェ調査団
北海道内にある気になるオブジェやモニュメントの謎に迫る企画として実施、進行役のお試し社員は国井美佐。2021年9月19日から10月3日番組前半（番組後半は新テーマ曲プロジェクト第5弾を放送）放送。
この企画は後に野外彫刻作品名当てデスクイズへリニューアルされている。
なお、この企画が日曜深夜放送分での最後の企画となった。
知床でクジラを見よう
番組の放送時間移動初回ということでクジラを見てスタートしようという裏で、NGワードツアーとして専務の感想が単旬なワードばかりで視聴者に感動が伝わらないと危惧して、知床の名所で表現力を磨こうという企画。専務がよく口にする「スゴイ」、「ヤバイ」、「マジ」をNGワードとしてそれを発言する度にきな粉棒を食べる。さらにそのきな粉棒が当たりだった場合はビックきな粉棒を食べる。進行役のお試し社員は雨宮萌果。2021年10月9日から16日放送。
なお、今回の企画が金曜深夜放送での最初の企画となったが、係長が体調不良（新型コロナウイルスに感染）により欠席となり、後日専務と一緒にVTRを視聴。その際係長もNGワードを言った際にきな粉棒罰を受けることになった。
特別篇　専務の休日・係長の休日
番組開始から約15年。休暇も無く走り続けてきた専務と係長に特別休暇を与え、休暇の模様を放送する特別編。特別休暇は、休暇期間は今から翌日午後6時まで（説明の部屋の時計が午後12時を指していたため12時から換算して約30時間）北海道内であればどこへ行ってもよい。専務・係長は別行動でよい。2022年5月28日から6月11日番組前半まで放送。
この中の専務の休日の中で奥の細道内で専務が勝手に名付けて以降追っていた牧場を訪れた際に、「ブギノウギノ号」の子供「ブギノウギノリ」と「ブギミウギミ」の情報が伝えられ、「ブギノウギノリ」はデビュー戦で勝利したものの、2勝目が遠く、稼ぐ見込みが無くなったため競争登録を抹消となり九州へ行き、「ブギミウギミ」も競走馬としての見込みがなくおそらく繁殖牝馬となっているのではないかとの報告があり、さらに妊娠していた第3子はオスだったためほかの牧場へ譲渡したことが発表された。その中で「ブギノウギノ号」は第4子が妊娠しており、4月にメスを出産したことも伝えられた。この模様は別日に係長もVTRを視聴した。
緊張感を取り戻せ THE TENSION
最近専務と係長に緊張感がないため、緊張感を植え付けるため体に付けた紙風船をつぶさずにロケをする企画。紙風船をつぶすのは取材先に潜む刺客たちであり、紙風船がつぶれるたびにふ菓子1本を食べないといけない。最終的には専務と係長が28本食べた。2022年6月25日から7月2日番組まで放送。
ブギウギ木彫り熊友の会
これまでもらっても困るという評価だったが、魅力が再評価されブームとなっている北海道土産木彫りの熊の魅力を普及する企画。最初は木彫り熊発祥の地の八雲町を訪れ木彫り熊の概要について触れたところで、企画ミッションとして9名の作品を八雲町内の一般家庭で見つけてビンゴをすることとなった。進行役は瀬川あやか。2023年2月4日から18日まで放送。
ブギウギ専務ラストミッション 全道放浪!1問ぽっきりクイズ
2007年7月に放送が始まり、別番組への内包、番組が終了しての1コーナーへの変更、そして番組復活を遂げて17年走り続けたブギウギ専務。最終回もお家芸の放浪企画で締めくくるべく、「これからめぐる場所の共通点を答えよ」という問題に対してその場所に行って回答。回答権は1回で、正解すれば放浪終了、不正解なら次の場所へ即移動となる。はじめは専務と係長の2人でロケを行っていたが、3箇所目より雨宮と瀬川が合流。ロケ2日目には放浪ミッションではおなじみだった社車ブギトラ号（軽トラック）が復活。専務の運転で係長、雨宮、瀬川を交代で助手席に乗せて過去の思い出話をしながら目的地へ進み、最終的にはまぁ正解（正解は専務が倒れたところだったが、最終回答の場所が後述する専務が骨折をした場所だったため、転んだと回答したため。）という中途半端な形で終了した。番組の最後には専務から視聴者へのラストメッセージとロケ終了後の模様（番組スタッフとの抱擁）が流れて番組が終了した。2024年3月23日から30日まで放送。

## スタッフ
スタッフは、同局の『1×8いこうよ!』と一部共通している。また、『1×8』とのコラボ企画の際に共演した大泉洋曰く「危険な企画をブギウギで行っている」とされている。
- ナレーター：あまやひでおき
- 撮影：高橋慎
- 音声：辻村謙太郎
- 編集：高橋里美、下西聖文、笹森友樹
- MA：菅沼良隆
- ディレクター：伊藤充則、長岡如龍
- プロデューサー：山谷博
- 協力：札幌デザイナー学院
- 制作著作：札幌テレビ放送

### 過去のスタッフ
- ディレクター：北川智之
- AD：高原拓也、青木達哉
- 編集：武上由佳
- ディレクター・プロデューサー：岸弘（当初はディレクターのみ担当、石狩市立南線小学校[20]、石狩市立花川南中学校[13]、北海道大学[21]卒）

## 歴代エンディング
エンディングは、年に数回変わる。
放送初期から2016〜18年までは、基本的に上杉周大が所属するバンド「THE TON-UP MOTORS」の楽曲がエンディングとして使われていた。
2018年〜現在までは、上杉周大（ソロ）の楽曲が使われている。
- 2007年 不明
- 2008年 不明
- 2009年上旬 THE TON-UP MOTORS「バカ笑い大将」
- 2009年中旬 THE TON-UP MOTORS「スウィート・スウィート・ラヴァー」
- 2009年下旬 THE TON-UP MOTORS「生粋のナンバー」
- 2010年〜13年 THE TON-UP MOTORS「歓びを唄う」
- 2013年〜14年 THE TON-UP MOTORS「準備OK」
- 2014年中旬 上杉周大（THE TON-UP MOTORS）「ファイターズ讃歌」
- 2014年下旬 THE TON-UP MOTORS「北海道ブギ」
- 2015年上旬・中旬 上杉周大「イエス!ソウルミュージック」
- 2015年下旬 THE TON-UP MOTORS「不死身のこころ」
- 2016年〜18年 THE TON-UP MOTORS「TONight!」
- 2018年 上杉周大「明日よりも速く」
- 2019年〜22年 上杉周大「陽炎」
- 2022年〜23年 上杉周大「正しき馬鹿」
- 2023年〜レギュラー終了 上杉周大「最前列」

## 番組内での出来事

### ロケ中にヒグマに遭遇
2023年5月31日、ブギウギサイクリング倶楽部のロケで上士幌町清水谷の国道273号線にてぬかびら源泉郷方面へと走行中に出演陣が自転車から約100m先でヒグマが国道を横切る形で遭遇した。出演者・スタッフとも負傷者はなく、直ちに撮影を中止。スタッフの車に乗り込み避難してこの後のロケは打ち切りとなった。この出来事は翌日自社のニュースでも報道された。その後、企画続行か終了かどうかの会議が行われ、クマへの安全対策を万端にした上で継続することとなった。
その後、番組内で専門家によるヒグマの生態や実際に遭遇した際の対処方法などを学び、十分な安全対策を構築して、8月10日にロケを再開した。

### ロケ中に出演者が骨折
2023年12月2日放送分で、ブギウギサイクリング倶楽部のロケ中に専務が手を骨折したことが判明した。
この放送回では、いろんなものに乗るということで犬ぞりと自転車を組み合わせたバイクジョアリングを専務と係長が体験。その際に、専務が自転車から転倒し手の甲を強打。検査の結果「左第5中手骨骨折」と診断された。ロケはこの後即刻中止となった。なお、転倒の原因は後日ロケ映像を確認したところ、専務がよそ見したことによる脇見運転だということが発覚した。

## 再放送
2009年に千葉テレビ放送で第1回から放送されて以降、本州数か所でも放送されるようになる。しかし千葉テレビ放送以外の局では2007年からの初回からではなく数か月遅れで区切りの良い回から放送されている。千葉テレビ放送も途中回を飛ばし半年遅れまで短縮。北海道でも2009年に「母校への道」などの長期企画を期末期首に特集として再放送されていたが、2010年4月8日より通常化された。本放送との相違点は本放送であったエンディング内での告知がカットされている他、2011年からの放送でもエンディングが差し替えられている。「ブギ専punch」としての放送だった回については、放送当時表示されていたワイプの削除や変更されたタイトルロゴ、アイキャッチも水曜深夜での放送回で使用されていたものに戻すなど細かな編集が施されている。放送時間の移転を発表した回において「これからも今まで通りの番組をご覧いただけます」というテロップ案内が出されていた。最終回では、「ブギ専punch」では放送されなかった上杉ポンプ商会の専務室でレギュラー4人が久々に集まり、4人それぞれの傑作のVTRを見て、フィナーレを迎えるという「最終回総集編SP」が放送された。
- 2009年1月22日 - 千葉テレビ放送で、北海道外での番組販売遅れネット放送開始[6]。開始から間もない頃の番宣CMでは、専務が「千葉テレビをご覧の皆さん…」などと言った、ネット向けに作られたものが使用されていた。千葉でイベントを行った2010年以降は千葉テレビ向けの番宣CMが新たに作られている。
- 2009年8月3日 - 8月20日、月曜 - 水曜の10:25 - 10:55枠で『ブギウギ専務夏休みだよ!昼メシ前SP』を実施、ウエスギ専務やわくちん係長が出題キーワードクイズを行った。
- 2009年10月4日 - テレビ神奈川（tvk）で第93回（STVにて2009年4月29日放送分の「街角タイプライター」の回）から放送開始。
- 2010年1月4日 - 1月6日、1月8日、1月11日、1月12日、10:25 - 10:55枠で『お昼前だよブギウギ専務冬休みSP』を実施、「ウエスギ専務 母校への道」第1シーズン再放送。
- 2010年3月29日 - 4月6日、月・火・金曜日10:25 - 10:55枠で『春だってやってやるぜ!!ブギウギ専務 昼メシ前スペシャル』を実施、3月は狸小路完全制覇第1弾 狸小路1丁目編とノースサファリ前後編の2部構成を、4月は函館観光バトルや街角タイプライターの初回を再放送。
- 2010年4月1日 - テレビ埼玉で第105回（STVで2009年7月22日放送分の「ウエスギ専務母校への道シーズン2（1）」の回）から放送開始。このとき専務とわくちんは埼玉県内のホテルでその放送を視聴していた。
- 2013年9月27日、10月6日 - テレビ埼玉で「ウエスギ専務 母校への道 高校編」放送終了後、専務室内でのレギュラー4人による最終回「最終回総集編SP」を制作地である北海道に先駆けて放送。
- 2014年3月12日- テレビ神奈川で「最終回総集編SP」を放送し、放送終了。
- 2016年1月～3月 - GYAO!のご当地テレビ特集にて無料配信
- 2016年6月11日 - 日テレオンデマンドなどにて有料配信開始
- 2016年8月1日 - CS「チャンネル銀河」にて初期回から2話連続での放送開始。CS放送は初。
- 2017年10月7日 - サンテレビジョンで「ウエスギ専務 母校への道 大学編 (1)」の回から放送開始。

### ブギウギ専務ビギンズ(2013年10月～2015年2月)
105回より放送を行ってきたテレビ埼玉にて全ての放送を終えた翌週の2013年10月13日より開始、テレビ埼玉では放送されなかった第1回からの放送が行われている。エンディングが差し替えられている他、ブギウギ専務のDVDの告知テロップが出されている。2015年2月8日放送「街角タイプライター(2)」をもって終了。

## 放送時間

### 第一期
| 放送対象地域              | 放送局                         | 系列           | 放送曜日・時間                             | 放送日の遅れ                                        | 備考 |
| ------------------------- | ------------------------------ | -------------- | ------------------------------------------ | --------------------------------------------------- | --- |
| 北海道                    | 札幌テレビ放送（STV）          | 日本テレビ系列 | 木曜 0:29 - 0:59（水曜深夜）               | 製作局                                              | 2009年8月3日 - 8月20日 10:25 - 10:55 実質再放送『ブギウギ専務夏休みSP』（全9回） 2015年3月まで日曜 1:20 - 1:50（土曜深夜）で再放送（約1年半遅れ） |
| 千葉県                    | 千葉テレビ放送（チバテレ/CTC） | 独立局         | 放送終了                                   | 約1年遅れ                                           | 第1回（約1年半遅れ）から放送していたが、途中の回を飛ばして2009年10月から半年遅れまでに短縮。 2009年1月 - 3月は金曜 22:30 - 23:00 2009年4月 - 2010年10月は水曜 2:00 - 2:30（火曜深夜） 2010年10月 - 12月は金曜 22:30 - 23:00 2011年1月 - 2012年3月は日曜 20:00 - 20:30 2013年4月 - 2014年3月は水曜 1:30 - 2:00（火曜深夜） 2014年4月 - 6月は土曜 23:30 - 日曜0:00 2014年7月 - 9月は土曜 22:30 - 23:00 |
| 神奈川県                  | テレビ神奈川（tvk）            | 独立局         | 放送終了                                   | 約9ヶ月遅れ                                         | 第93回から放送。2009年10月4日開始、2014年3月12日放送終了。 2009年10月 - 2011年6月は日曜 23:30 - 月曜 0:00 2010年7月 - 9月は火曜 1:45 - 2:15（月曜深夜） 2010年10月 - 2011年3月は日曜 23:30 - 月曜 0:00 2011年4月 - 2013年9月は日曜 18:30 - 19:00 |
| 埼玉県                    | テレビ埼玉（テレ玉/TVS）       | 独立局         | 放送終了                                   | 約6ヶ月遅れ 最終回放送後 ブギウギ専務ビギンズを放送 | 第106回から放送。2010年4月1日開始 2010年4月 - 9月は木曜 23:00 - 23:30 第131回のみ2010年9月26日 日曜 1:30-2:00（土曜深夜） 2012年4月-9月は火曜 23:30 - 水曜 0:00 2012年10月 -2013年3月は火曜 1:30 - 2:00（月曜深夜） 2013年4月 -9月は金曜 2:35 - 3:05（木曜深夜） 2013年10月 - 2015年2月「ビギンズ」は日曜 1:30 - 2:00（土曜深夜）。                                                                  |
| 沖縄県 宮古島市・多良間村 | 宮古テレビ（MTV）              | CATV           | 火曜 22:00 - 22:30 日曜 17:30 - 18:00      |                                                     | |
| 青森県                    | 青森テレビ（ATV）              | TBS系列        | 木曜 0:33 - 1:33（水曜深夜）               | 2回分放送                                           | 第87回から放送。2014年10月8日開始。 |
| 日本全域                  | ひかりTV                       | IP放送         | 不定期放送                                 |                                                     | 2016年6月4日放送開始。 |
| 日本全域                  | チャンネル銀河                 | CS放送         | 火曜 - 土曜 0:00 - 1:00（月曜 - 金曜深夜） | 2回分放送                                           | 2016年8月1日放送開始。 |

### 第二期
| 放送対象地域 | 放送局              | 系列           | 放送曜日・時間                             | 放送日の遅れ          | 備考 |
| ------------ | ------------------- | -------------- | ------------------------------------------ | --------------------- | --- |
| 北海道       | 札幌テレビ (STV)    | 日本テレビ系列 | レギュラー放送 終了 （過去分を再放送予定） | 制作局                | 2015年4月4日放送開始。2016年1月10日から放送時刻を23:25 - 23:55に変更。 24時間テレビ放送時は休止。また、2015年10月31日はラグビーW杯中継のため休止。 2015年12月20日はクラブW杯中継のため1時間繰り下げ、26日は年末編成のため15分繰り上げ。 Going!Sports&News拡大時は繰り下げ。 2020年4月4日深夜2:30から第2期を初回から再放送。 2021年10月 - 現在の時間に変更。                            |
| 日本全域     | チャンネル銀河      | CS放送         | 土曜 1:30 - 1:30（金曜深夜）               | 1週間遅れ（開始当初） | 2018年4月14日放送開始。リピート放送あり。 「ブギウギ銅像見聞録」の回のみ放送 2週間ごとに新作が放送されるため、STVからの遅れがどんどん広がる形になる。 |
| 千葉県       | チバテレビ(CTC)     | 独立局         | 放送終了                                   | 放送終了              | 2015年10月5日放送開始 2015年10月5日 - ? 金曜 0:00 - 0:30（木曜深夜） ? - 2020年9月25日 金曜 23:00 - 23:30 2020年10月1日 - 12月24日 木曜 1:00 - 1:30（水曜深夜） 2021年1月9日 - 3月27日 土曜 19:30 - 20:00 2021年4月1日 - 2023年3月31日 金曜 0:30 - 1:00（木曜深夜） 2023年4月6日 - 2024年3月28日 木曜 23:30 - 0:00 2024年3月28日放送 ブギウギサイクリング倶楽部 第33回をもって打ち切り |
| 埼玉県       | テレ玉(TVS)         | 独立局         | 放送終了                                   | 放送終了              | 2015年11月1日放送開始 2015年11月1日 - 2018年12月25日 火曜 19:30 - 20:00 2019年1月9日 - 9月24日 水曜 23:00 - 23:30 2019年10月3日 - 2022年9月29日 木曜 20:30 - 21:00 2022年9月29日放送 #270 ブギウギ山岳倶楽部 第1回をもって打ち切り |
| 神奈川県     | テレビ神奈川（tvk） | 独立局         | 放送終了                                   | 放送終了              | 2016年1月16日放送開始 ? - 2024年3月28日 木曜 1:00 - 1:30（水曜深夜） 2024年3月28日放送分 ブギウギサイクリング倶楽部 第29回をもって打ち切り（制作局番組終了により） |

## DVD
販売元はVAP
|   | タイトル・収録内容・その他 | 発売日         | ディスク枚数 |
| - | --- | -------------- | ------------ |
| 1 | ブギウギ奥の細道 旅立ちの章 ブギウギ奥の細道(2011年放送回)、未公開映像(上杉芭蕉&おおち曾良 俳句全公開)を収録。 特典映像：「登別の秘湯へ行こう」(2009年4月15日、22日放送回) 特典CD ：THE TON-UP MOTORS「旅立ちのとき」 予約特典：ウエスギ専務愛車トラック「ブギトラ号」ボンネット貼付マグネットレプリカ、特製缶バッジ「ブ」 札幌、渋谷、銀座にて発売記念イベントを開催。 | 2013年11月6日  | 1枚組        |
| 2 | ブギウギ奥の細道～冬の章～ ブギウギ奥の細道(2012年1月～3月放送回)、未公開映像（ウエスギ専務「紀行文」完全版）を収録。 特典映像：「真夏の積丹『宝島』上陸大作戦＆マキ秘書重大発表」(2009年8月26日放送) 予約特典：特製缶バッジ「ギ」（青色）、ブギウギDVD全巻収納BOX 札幌・東京にて発売記念イベントを実施。                                                               | 2014年4月23日  | 2枚組        |
| 3 | ブギウギ奥の細道～春の章～ ブギウギ奥の細道(2012年4月～6月放送回)、未公開映像（ウエスギ専務「紀行文」&「イーン!!」完全版）を収録。 特典映像：「小樽の珍テーマパーク・中野植物園を遊びつくせ」(2009年8月26日放送)、 「世紀のムダ実験！犬のオナラを調査せよ」（2008年11月5日放送） 予約特典：特製缶バッジ「ウ」 旭川・滝川・岩見沢・札幌にて発売記念イベントを実施。      | 2014年8月20日  | 2枚組        |
| 4 | ブギウギ奥の細道～夏・秋の章～ ブギウギ奥の細道(2012年8月～12月放送回)、未公開映像（ウエスギ専務「紀行文」完全版）を収録。 特典映像：専務初ロケ！どじょうすくいの達人に弟子入り(2007年9月12日放送) 予約特典：特典缶バッジ「ギ」（黄色） 東京にて発売記念イベントを実施。                                                                                                | 2014年12月24日 | 2枚組        |
| 5 | ブギウギ奥の細道～最北の章～ ブギウギ奥の細道(2012年12月～2013年3月放送回)、未公開映像（ウエスギ専務「紀行文」完全版）を収録。 特典映像：ブギウギ奥の細道テーマ曲「旅立ちのとき」 スペシャルバージョン シークレット映像：いま明かされる！宗谷岬の悲劇 予約特典：特製缶バッジ「専務」                                                                                    | 2015年3月25日  | 2枚組        |
| 6 | ダムカードめぐりの旅in北海道 ダムカードめぐりの旅in北海道（2013年「流れ星雁太郎」にて放送） 特典映像：ダムイベントに潜入！with DAM☆NIGHT in 北海道（2016年1月10日放送） 封入特典：番組特製ダムカード風オリジナルカード 札幌・東京にて発売記念イベントを実施 | 2017年7月5日   | 1枚組        |
| 7 | ブギウギ奥の細道 第二幕 ～奥尻 旅立ちの章～ ブギウギ奥の細道(2015年4月～8月放送回)、未公開映像（ウエスギ専務「紀行文」完全版）を収録。 おまけ映像：ブギウギ奥の細道「カットカット集」 予約特典：幻の「ご当地ポストカード」（2007年）復刻版 札幌・函館・東京にて発売記念イベントを実施                                                                                   | 2018年3月21日  | 2枚組        |
| 8 | ブギウギ奥の細道 第二幕 ～洞爺湖・登別の章～ ブギウギ奥の細道(2015年9月～2016年2月放送回)、未公開映像（ウエスギ専務「紀行文」完全版）を収録。 おまけ映像：エリカ秘書 退社のご挨拶 予約特典：専務＆係長が詠んだ「俳句ポストカード」 | 2018年11月21日 | 2枚組        |
| 9 | ブギウギ奥の細道 第二幕 ～胆振・日高路の章～ ブギウギ奥の細道(2016年2月～2016年8月放送回)、未公開映像（ウエスギ専務「紀行文」完全版）を収録。 おまけ映像：スピンオフミニドラマ「前が見えないマン」 札幌にて発売記念イベントを実施 | 2019年3月27日  | 2枚組        |

## 流れ星雁太郎

### 概要
マハトマパンチにて『ブギ専punch』終了翌週の2013年4月7日から2015年3月29日まで放送された上杉、おおちによるコーナー。放送時間は30分枠から15分枠に縮小された。これまでの上杉ポンプ商会という設定を廃止した素の男旅のコーナーとなる。
また、ブギウギ専務時代での大きな特徴であったブギウギ専務 母校への道のような行き当たりばったりな企画が廃止され、1泊2日など日程がきっちり組立った旅に変更された。

### 衣装
上杉は番組ロゴ入りワッペン付きのカーディガン、ポロシャツ、帽子のいずれかで、おおちは番組ロゴ入り刺繍キャップを着用している。

### 主な企画
- ダムカードめぐりの旅in九州、北海道、沖縄
- むかつく（向津具）半島ツアーin山口
- 北海道狛犬めぐりの旅
- 北海道縄文遺跡巡りの旅
- 北海道駅前食堂巡りの旅（留萌本線、釧網本線）

## ラジオ
いずれもSTVラジオにて放送。

### ブギウギ専務の俺の血が騒ぐ!
2010年10月から2011年3月までのナイターオフに放送された、木曜19時30分から20時までの30分番組 。

### ブギ専ラジオ
2016年4月4日から2021年3月22日まで月曜21:30に放送していたラジオ番組。上杉、大地がロケの途中でテレビで放送されなかった内容やリスナーから送られた番組企画を語る。開始当初は20分番組だったが2018年春の改編で30分番組となるが、毎月第1月曜日は放送休止となる。2020年1月からは毎週放送となる。